# HU Delphini

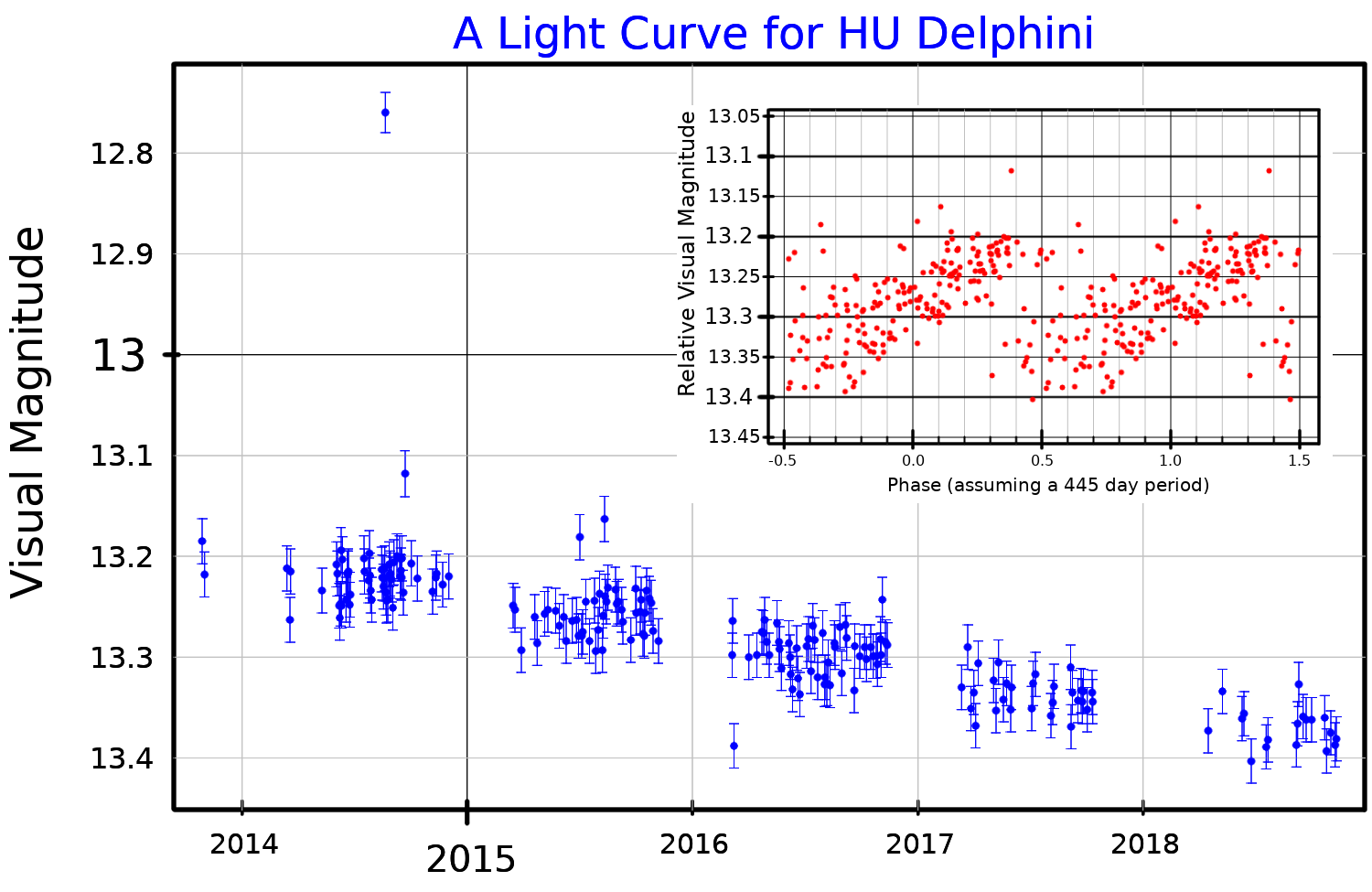
Lichtkromme van HU Del

HU Delphini is een dubbelster met een spectraalklasse van M4.5V en M.V. De ster bevindt zich 24,37 lichtjaar van de zon.